# Hanginaround
"Hanginaround" é uma canção escrita por David Bryson, Adam Duritz, Ben Mize e Dan Vickrey, gravada pela banda Counting Crows.
É o primeiro single do terceiro álbum de estúdio lançado em 1999, This Desert Life.

## Paradas
| Ano  | Parada                     | Posição |
| ---- | -------------------------- | ------- |
| 1999 | Hot Adult Top 40 Tracks    | 5       |
| 1999 | Hot Mainstream Rock Tracks | 37      |
| 1999 | Alternative Songs          | 17      |
| 1999 | Billboard Hot 100          | 22      |
| 1999 | Mainstream Top 40          | 21      |
| 1999 | Top 40 Tracks              | 19      |
| 2000 | Top 40 Adult Recurrents    | 3       |